# Sand (chanson)
Pour les articles homonymes, voir Sand.
Sand est une chanson de 1966 écrite par Lee Hazlewood et interprétée par Nancy Sinatra sur son deuxième album How Does That Grab You?.
Elle a ensuite été reprise par Einstürzende Neubauten sur leur album de 1985 Halber Mensch, par OP8 sur Slush sorti en 1997, et par Hugo Race sur l'album de 2008 53rd State.